# Lisa McIntosh
Elizabeth McIntosh (Sandringham, Australia, 16 de diciembre de 1982) es una atleta paralímpica australiana con parálisis cerebral, que compite principalmente en pruebas de velocidad.

## Vida personal
McIntosh nació en el suburbio de Sandringham  en Melbourne el 16 de diciembre de 1982.  Tiene parálisis cerebral que afecta a su lado izquierdo. Trabaja como instructora de natación y vive en el suburbio de Beaconsfield en Melbourne.

## Carrera deportiva

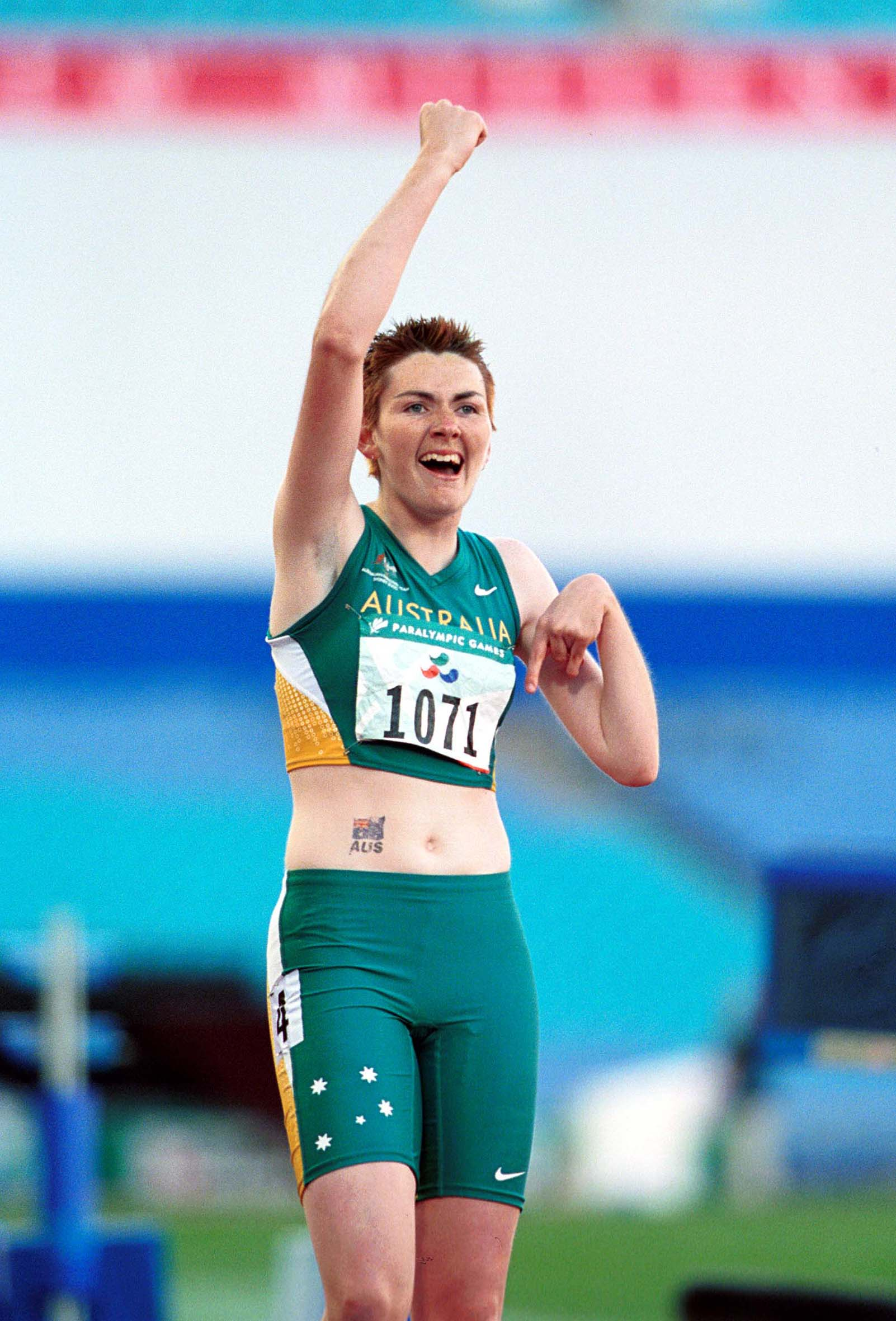
McIntosh celebra el oro ganador en el T38 de 200 m en los Juegos Paralímpicos de verano 2000.

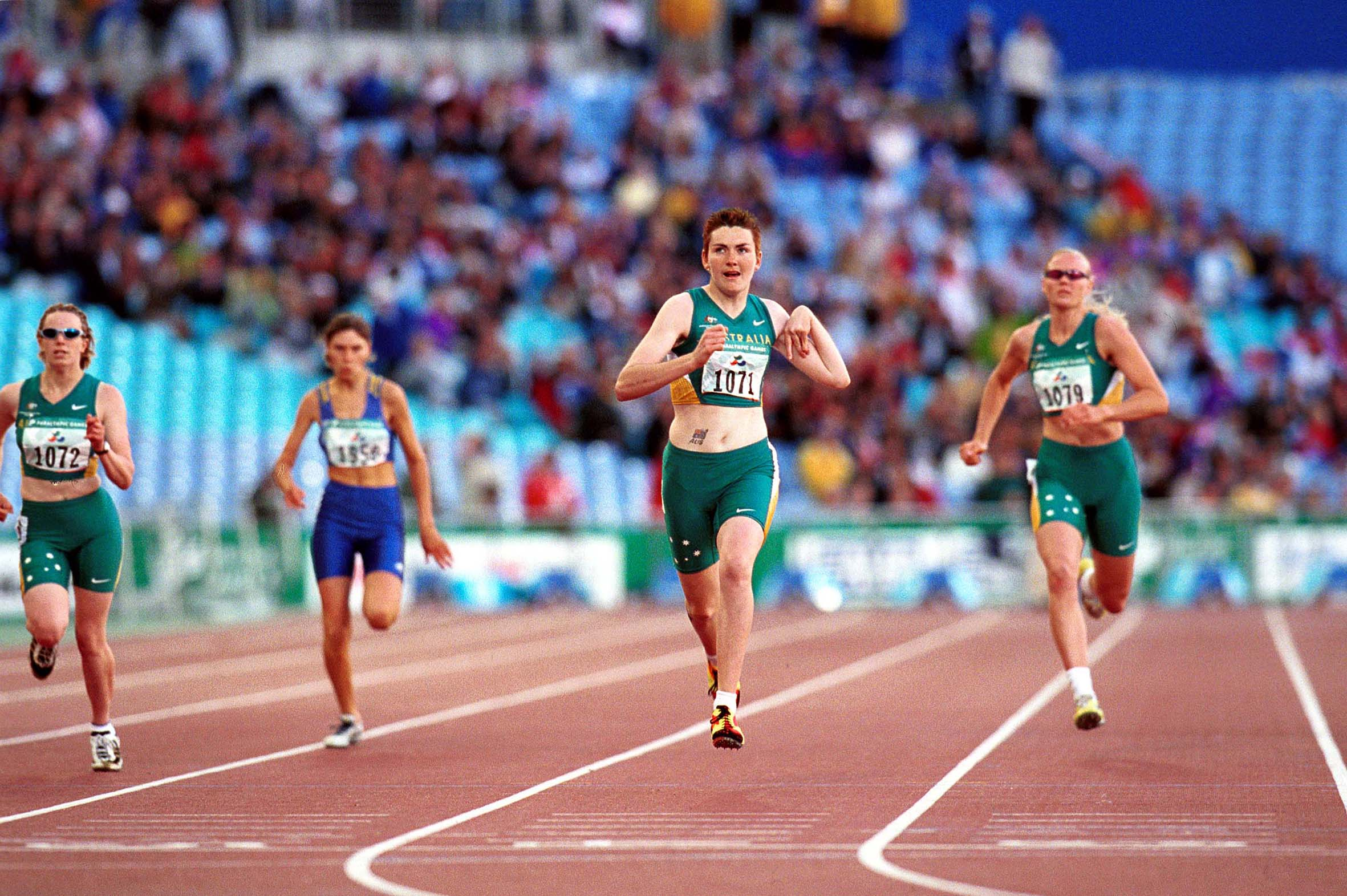
Foto en acción de McIntosh durante su sprint ganador de la medalla de oro en el evento T38 de 200 m en los Juegos Paralímpicos de verano 2000.

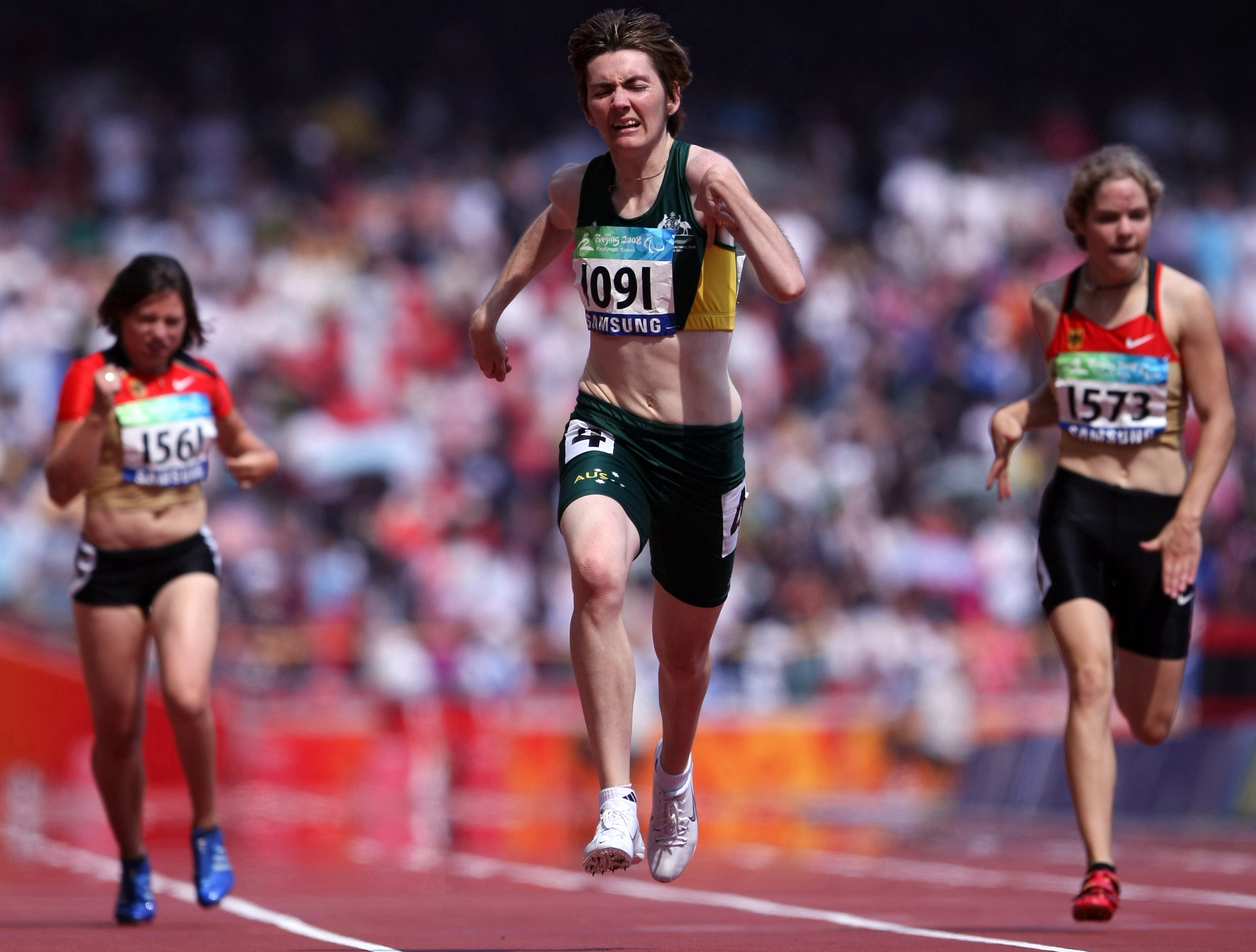
McIntosh ganó la final de 100 m en los Juegos Paralímpicos de verano 2008.

McIntosh compitió por primera vez para Australia en 1998. En los Juegos Paralímpicos de Sídney 2000, ganó tres medallas de oro en las pruebas de 100 m - T38, 200 m - T38 y 400 m - T38, por las que recibió una Medalla de la Orden de Australia. Fue nombrada la Joven Paralímpica del año 2000. En los Juegos Paralímpicos de Atenas 2004, ganó una medalla de plata en los 200 m - T37 y una medalla de bronce en los 100 m - T37, y terminó en quinto lugar en los 400 m - T38. A pesar de recuperarse de una fractura de fatiga en su pie izquierdo. En los Juegos Paralímpicos de Pekín 2008, ganó dos medallas de oro en las pruebas femeninas de 100 m - T37 y 200 m - T37. Tiene el récord mundial de 100 m, 200 m y 400 m T37. Fue nombrada la paralímpica femenina del año 2008.
En los Campeonatos Mundiales de Atletismo del IPC, ganó medallas de oro en las pruebas femeninas de 100 m y 200 m T37, tanto en las competiciones de Lille de 2002, como en las de Assen de 2006[9]. En los Juegos de la Mancomunidad de Melbourne de 2006, ganó una medalla de oro en la prueba femenina de 100 m - T37.  En 2003 fue becaria de atletismo del Instituto Australiano de Deportes. Se está tomando un descanso para considerar su futuro en el atletismo.